# Tlaxcala (miasto prekolumbijskie)
Tlaxcalaⓘ – miasto prekolumbijskie, znajdujące się na terenach dzisiejszego stanu Tlaxcala w Meksyku, prawdopodobnie w miejscu obecnej stolicy stanu – miasta Tlaxcala. Catholic Encyclopedia podaje, że według dokumentów z 1625 miasto zamieszkiwane było w XVI w. przez 300 000 Tlaxcallan, ale tylko 700 pozostało, gdy owe dokumenty były tworzone.

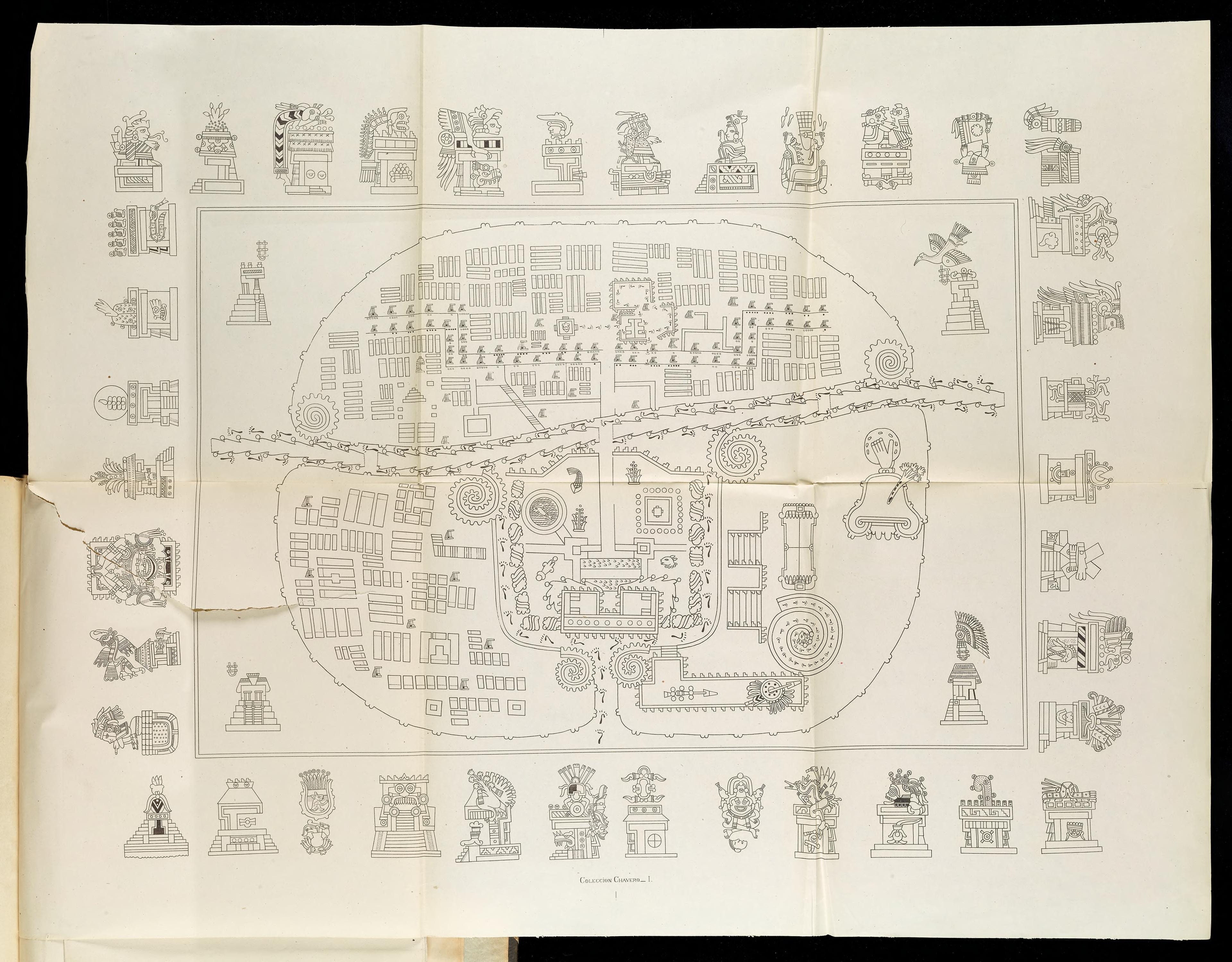
Mapa miasta Tlaxcala po Konkwiście (Alfredo Chavero Pintures Jeroglificas, Meksyk 1901)

W 1519 Cortés zdobył miasto i dwa lata później wybudował w nim pierwszy chrześcijański kościół w Ameryce (św. Franciszka).